# Taoyuan (socken i Kina, Yunnan)
Taoyuan är en socken i Kina. Den ligger i provinsen Yunnan, i den sydvästra delen av landet, omkring 250 kilometer norr om provinshuvudstaden Kunming. Antalet invånare är 33 503. Befolkningen består av 16 589 kvinnor och 16 914 män. Barn under 15 år utgör 31 %, vuxna 15-64 år 62 %, och äldre över 65 år 6,0 %.
Genomsnittlig årsnederbörd är 1 008 millimeter. Den regnigaste månaden är juli, med i genomsnitt 228 mm nederbörd, och den torraste är december, med 7 mm nederbörd.